# 바라오나 (소리아도)
바라오나(Baraona)는 스페인 카스티야이레온주 소리아도에 위치한 지방 자치체이다. 2004년 인구 조사(스페인 통계청)에 따르면 이 지방 자치체의 인구 수는 211명이다.